# Alexander Gassner
Alexander Gassner (ur. 9 sierpnia 1989 w Prundu Bârgăului) – niemiecki skeletonista, olimpijczyk z Pjongczangu 2018 i z Pekinu 2022, mistrz świata.

## Życie prywatne
Pochodzi z rodziny rumuńskich Niemców. Zarówno jego matka jak i ojciec byli saneczkarzami, startującymi w barwach Rumunii. Po upadku komunizmu, gdy Alexander miał trzy lata, rodzina wyemigrowała do Niemiec.

## Udział w zawodach międzynarodowych
| Impreza                     | Rok  | Gospodarz            | indywidualnie | drużyna mieszana | konkurencja mieszana |
| --------------------------- | ---- | -------------------- | ------------- | ---------------- | -------------------- |
| Igrzyska olimpijskie        | 2018 | Pjongczang           | 9             | –                | –                    |
| Igrzyska olimpijskie        | 2022 | Pekin                | 8             | –                | –                    |
| Mistrzostwa świata          | 2012 | Lake Placid          | 7             | –                | –                    |
| Mistrzostwa świata          | 2013 | Sankt Moritz         | 18            | –                | –                    |
| Mistrzostwa świata          | 2017 | Schönau am Königssee | 5             | –                | 03 !                 |
| Mistrzostwa świata          | 2019 | Whistler             | 7             | –                | –                    |
| Mistrzostwa świata          | 2020 | Altenberg            | 03 !          | 01 !             | –                    |
| Mistrzostwa świata          | 2021 | Altenberg            | 03 !          | 02 !             | –                    |
| Mistrzostwa Europy          | 2017 | Winterberg           | 7             | –                | –                    |
| Mistrzostwa Europy          | 2018 | Innsbruck            | 6             | –                | –                    |
| Mistrzostwa Europy          | 2020 | Sigulda              | 5             | –                | –                    |
| Mistrzostwa Europy          | 2021 | Winterberg           | 03 !          | –                | –                    |
| Mistrzostwa Europy          | 2022 | Sankt Moritz         | 02 !          | –                | –                    |
| Mistrzostwa świata juniorów | 2008 | Innsbruck            | 03 !          | –                | –                    |
| Mistrzostwa świata juniorów | 2009 | Schönau am Königssee | 03 !          | –                | –                    |
| Mistrzostwa świata juniorów | 2010 | Sankt Moritz         | 01 !          | –                | –                    |
| Mistrzostwa świata juniorów | 2011 | Park City            | 03 !          | –                | –                    |